# Miho Yoshikawa
Miho Yoshikawa (吉川 美穂, Yoshikawa Miho), née le 15 janvier 1993 à Misaki, est une coureuse cycliste japonaise. Active sur route et sur piste, elle est médaillée d'argent du championnat d'Asie de poursuite par équipes en 2019 et médaillée de bronze du championnat d'Asie sur route en 2017.

## Palmarès sur piste

### Jeux asiatiques
- Jakarta 2018
  -  Médaillée de bronze de la poursuite par équipes

### Championnats d'Asie
- Jakarta 2019
  -  Médaillé d'argent de la poursuite par équipes

## Palmarès sur route
- 2017
  -  Médaillée de bronze du championnat d'Asie sur route